# Министерство здравоохранения и медицинской промышленности Туркменистана
Министерство здравоохранения и медицинской промышленности Туркменистана (туркм. Türkmenistanyň Saglygy goraýyş we derman senagaty ministrligi) — государственный орган исполнительной власти Туркменистана, осуществляющий функции по выработке государственной политики и нормативно-правовому регулированию в сфере здравоохранения, обязательного медицинского страхования, обращения лекарственных средств для медицинского применения, включая вопросы организации профилактики заболеваний, деятельность которого направляется и координируется Кабинетом министров Туркменистана.
Министерство возглавляет Министр здравоохранения Туркменистана — Германов Атагельды Какадурдыевич, которого назначает на должность Президент Туркменистана в установленном законодательством порядке.

## Прежние названия
С 5 августа 1992 г. по 21 июля 1995 г. именовалось Министерством здравоохранения Туркменистана.

## Министры
| №  | ФИО                              | Срок полномочий                   |
| 1  | Аксолтан Атаева                  | 5 августа 1992 — 9 марта 1994     |
| 2  | Курбангельды Кадамов             | 1993 — 1994                       |
| 3  | Мухаммед Абалаков                | 11 июля 1995 — 1995               |
| 4  | Чары Кулиев                      | 21 июля 1995 — 7 октября 1997     |
| 5  | Гурбангулы Бердымухамедов        | 15 декабря 1997 — 21 декабря 2006 |
| 6  | Бяшим Сопыев                     | 21 декабря 2006 — 14 февраля 2007 |
| 7  | Ата Сердаров                     | 27 февраля 2007 — 9 апреля 2010   |
| 8  | Гурбанмамет Эльясов              | 9 апреля 2010 — 6 июля 2013       |
| 9  | Нурмухаммед Аманнепесов          | 6 июля 2013 — 8 июля 2022         |
| 10 | Германов Атагельды Какадурдыевич | с 8 июля 2022                     |